# Уиллоби, Фрэнсис
Фрэнсис Уиллоби (также Виллоби, Francis Willughby) — английский натуралист и путешественник. 

## Биография
Учился в Кембридже (1653—1659) и был учеником Джона Рэя, с которым он отправился в 1662 году на западное побережье Уэльса, чтобы наблюдать выводок морских птиц. 20 мая 1663 года он стал членом Королевского общества. В 1667 году он женился на Эмме Барнард, с которой у него было трое детей. Сын Фрэнсис умер в возрасте 19 лет, дочь Кассандра (1670—1735) стала герцогиней, а сыну Томасу (1672—1730) королева Анна жаловала титул пэра.
С 1663 по 1666 годы Уиллоби вместе с Рэем объехал Нидерланды, Германию, Швейцарию и Италию, и отдельно Уиллоби ещё и Испанию. Вернувшись они планировали опубликовать свои исследования, но Уиллоби вскоре умер от плеврита. Рэй опубликовывал в 1676 году книгу Уиллоби «Ornithologiae libri III», которая стала началом научной орнитологии. В ней было впервые указано, что ласточки вопреки взглядам Аристотеля, являются перелётными птицами. В 1686 году вышла в свет книга Уиллоби «История рыб» (De historia piscium libri IV), а в 1710 году его «История насекомых» (History of Insects, издана Уильямом Дерхамом).
В противоположность Конраду Геснеру Уиллоби первым решил намеренно отказаться от всех созерцательных, моральных и сверхчувственных (например, алхимистических) рассуждений в своих естественнонаучных (биологических) текстах, как ненаучных. В попытке приблизиться к упорядочению близкородственных родов и видов Уиллоби и Рэй сделали очень большой шаг вперёд.

## Эпонимы
В честь Уиллоби названы вид пчёл Megachile willughbiella и род растений Willughbeia семейства кутровые (Apocynaceae).

## Труды
- Ornithologiae libri tres. (online).
- De historia piscium libri quatuor. (online).